# In My Lifetime, Vol. 1
In My Lifetime, Vol. 1 je druhé studiové album amerického rappera Jay-Z. Album bylo nahráno u vydavatelství Roc-A-Fella Records a Def Jam Recordings, a vydáno 4. listopadu 1997.

## O Albu
In My Lifetime, Vol. 1 bylo více mainstreamové než předchozí Reasonable Doubt. Hlavními hudebními producenty se stali členové týmu The Hitmen, který vede Sean Combs, a tím získalo odlišný zvuk od alba předchozího. Stejně tak je na albu znát posun od stylu Mafioso rap k tzv. "jiggy" stylu, který rozšířili právě umělci z Combsova Bad Boy Records.

## Po vydání
Debutovalo na 3. příčce žebříčku Billboard 200 a na 2. v Top R&B/Hip Hop Albums. Celkem se ho prodalo přes jeden milion kusů a v USA tím získalo certifikaci platinová deska.

## Seznam skladeb
| Pořadí | Název                                               | Hudba                  | Délka |
| ------ | --------------------------------------------------- | ---------------------- | ----- |
| 1.     | A Million and One Questions/Rhyme No More           | DJ Premier             | 3:21  |
| 2.     | The City Is Mine (ft. Blackstreet)                  | Teddy Riley, Chad Hugo | 4:02  |
| 3.     | I Know What Girls Like (ft. Lil Kim a Puff Daddy)   | The Hitmen             | 4:50  |
| 4.     | Imaginary Player                                    | The Hitmen             | 3:57  |
| 5.     | Streets Is Watching                                 | Ski                    | 3:58  |
| 6.     | Friend or Foe '98                                   | DJ Premier             | 2:09  |
| 7.     | Lucky Me                                            | The Hitmen, Buckwild   | 5:00  |
| 8.     | (Always Be My) Sunshine (ft. Foxy Brown a Babyface) | The Hitmen             | 4:43  |
| 9.     | Who You Wit II                                      | Ski                    | 4:29  |
| 10.    | Face Off (ft. Sauce Money)                          | Trackmasters           | 3:31  |
| 11.    | Real Niggaz (ft. Too Short)                         | Anthony Dent           | 5:07  |
| 12.    | Rap Game/Crack Game                                 | Big Jaz                | 2:40  |
| 13.    | Where I'm From                                      | The Hitmen             | 4:26  |
| 14.    | You Must Love Me (ft. Kelly Price)                  | The Hitmen             | 5:47  |

| UK edice bonus | UK edice bonus    | UK edice bonus | UK edice bonus |
| Pořadí         | Název             | Hudba          | Délka          |
| -------------- | ----------------- | -------------- | -------------- |
| 15.            | Wishing on a Star | Trackmasters   | 5:54           |